# فادي البطش
فادي البطش (1983 - 21 أبريل 2018)، هو عالم فلسطيني من مدينة جباليا في قطاع غزة. حاصل على الدكتوراه في الهندسة الكهربائية ويُحاضر في جامعة كوالالمبور. لديه براءة اختراع في زيادة كفاءة شبكات الطاقة الكهربائية، كما اخترع جهاز تحسين نقل الطاقة الكهربائية ويُعد من أول المبادرين في تأسيس التجمع الدولي للمهندسين الفلسطينيين في ماليزيا ويعد من حفاظ القرآن الكريم وحاصل على السند المتصل عن رسول الله، وكان له حلقات تحفيظ القرآن الكريم في مساجد ماليزيا.

## حياته الشخصية
متزوج وترك خلفه زوجة وثلاثة أطفال، اتهمته إسرائيل بالوقوف وراء تطوير مشروع الطائرات المسيرة والصواريخ الموجهة لصالح كتائب القسام.

## الجوائز
حصل فادي على العديد من الجوائز العلمية ومنها:
- جائزة منحة “خزانة” الماليزية لعام 2016 التي تعد الأرفع وذلك بعد حصوله على درجة الدكتوراه في الهندسة الكهربائية تخصص إلكترونيات القوى من جامعة “مالايا” الماليزية.[3]

## اغتياله
في يوم 21 أبريل 2018 قالت الشرطة الماليزية إن مجهولَين يستقلان دراجةً نارية قد أطلقا عشر رصاصات على الأستاذ الجامعي فادي البطش في أثناء توجهه لصلاة الفجر في مسجد يقع قرب مقر سكنه في العاصمة كوالالمبور، مما أدى إلى مقتله على الفور. وقد قال قائد الشرطة الماليزية أن فادي كان مستهدفا.
اتهمت عائلة البطش في غزة جهاز الاستخبارات الإسرائيلية (الموساد) بالوقوف وراء الحادث، ونقلت وكالة رويترز عن نائب رئيس الوزراء الماليزي أن منفذَي اغتيال البطش على صلة باستخبارات أجنبية؛ فقد أكد على أن المنفذ من القوقاز وأنهم سيطلبون من الشرطة الدولية تعقب منفذي اغتيال البطش.

## وصلات خارجية
- من هو فادي البطش؟
- قناة الجزیرة: حماس تنعى العالِم البطش ووالده يتهم الموساد.
- تقرير رويترز عن اغتيال فادي البطش.